# Georgi Nikolajewitsch Schilenkow

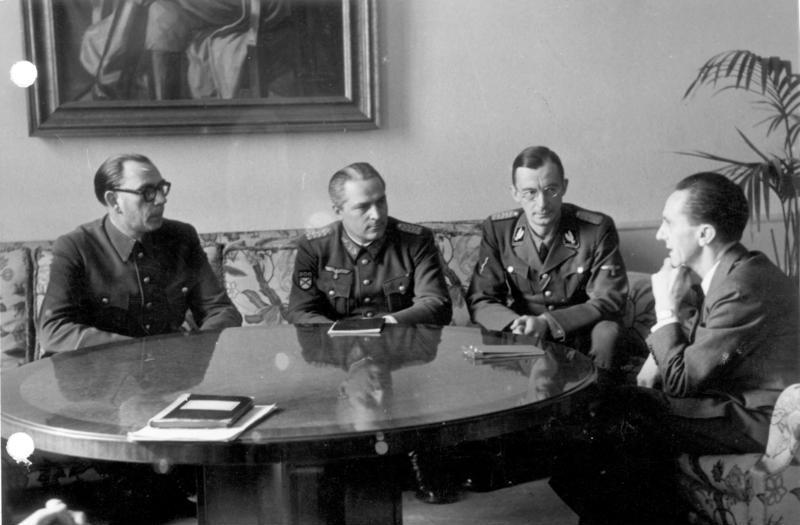
Wlassow, Schilenkow und Kroeger (v. l. n. r.) bei Goebbels in Berlin, 1945

Georgi Nikolajewitsch Schilenkow (russisch Георгий Николаевич Жиленков; * 1910 in Woronesch; † 1. August 1946 in Moskau) war ein sowjetischer Funktionär. Als Kriegsgefangener der Wehrmacht schloss er sich der Wlassow-Armee an, deren Propaganda-Chef er im Zuge des KONR wurde. Schilenkow wurde nach Kriegsende in Moskau hingerichtet.

## Leben
Schilenkow trat 1929 der KPdSU bei und arbeitet als Funktionär in der Industrie. 1939 erhielt er den Rotbannerorden der Arbeit für Erfolge in der Produktion. Von 1940 an war er Sekretär der KPdSU in Rostokino, einem Stadtteil im Nordöstlichen Verwaltungsbezirk Moskaus. Nach dem Angriff der Wehrmacht auf die Sowjetunion wurde Schilenkow als Kommissar im Rang eines Brigadiers in den Stab der 32. Armee versetzt. Mit diesem geriet er am 14. Oktober 1941 im Kessel von Wjasma in deutsche Kriegsgefangenschaft.

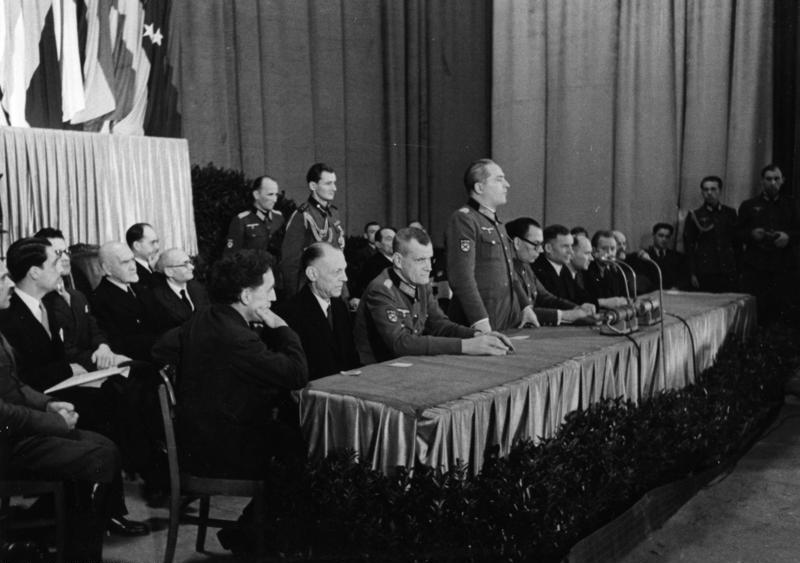
Kundgebung des KONR in Berlin im November 1944; Schilenkow steht in der Bildmitte

Zunächst gelang es Schilenkow in Gefangenschaft, seinen Rang zu verheimlichen. Im Mai 1942 wurde er erkannt und, als er sich nach ersten Vernehmungen kooperationsbereit zeigte, an die Propagandaabteilung beim Oberkommando der Wehrmacht überstellt. Er erhielt den Rang eines Generalleutnants und wurde zum Propaganda-Chef des Komitees zur Befreiung der Völker Rußlands (KONR) ernannt. Am 18. Mai 1945 internierten die US-Behörden Schilenkow. Später erfuhr der sowjetische Nachrichtendienst seinen Aufenthaltsort und die Sowjetunion forderte die Auslieferung. Am 1. Mai 1946 wurde Schilenkow schließlich von den Amerikanern an die sowjetischen Behörden übergeben. Am 1. August 1946 verurteilte ihn das Oberste Militärgericht der UdSSR zum Tode. Er wurde am selben Tag im Hof des Butyrka-Gefängnisses gehängt.